# Чемпионат СССР по лыжным гонкам 1950
22-й лично-командный междуведомственный чемпионат СССР по лыжным гонкам проходил в Златоусте Челябинской области с 10 по 16 марта 1950 года. Соревнования проводились по восьми дисциплинам — гонки на 18, 30, 50 км, эстафета 4×10 км, бег патрулей 30 км (мужчины), гонки на 5 и 10 км, эстафета 4х5 км (женщины). Официальное открытие состоялось 12 марта в день выборов в Верховный Совет СССР.

## Медалисты

### Мужчины
|                                                         | Золото | Серебро | Бронза |
| ------------------------------------------------------- | --- | --- | --- |
| Гонка на 18 км 13 марта 168 участников 164 финишировало | Володин Пётр Вооружённые силы Москва 1:02.59 | Оляшев Владимир Вооружённые силы Москва 1:04.16                                                                                | Морозов Петр «Динамо» Москва 1:04.20                                                                              |
| Гонка на 18 км 13 марта 168 участников 164 финишировало | 4. Коротков Евгений (Вооружённые силы Свердловск) 1:04.55 5. Борин Анатолий (Вооружённые силы Свердловск) 1:05.31 6. Чернев Герман («Динамо» Москва) 1:05.48 7. Рогожин Иван (Профсоюзы Московская область) 1:05.49 8. Терентьев Фёдор (Вооружённые силы Москва) 1:06.07 9. Протасов Михаил (Вооружённые силы Москва) 1:06.17 10. Павлов Илья (Вооружённые силы Минск) 1:06.30 | | |
| Гонка на 30 км 10 марта 142 участника 133 финишировало  | Оляшев Владимир Вооружённые силы Москва 1:53.20 | Борин Анатолий Вооружённые силы Свердловск 1:57.48                                                                             | Володин Пётр Вооружённые силы Москва 1:58.18                                                                      |
| Гонка на 30 км 10 марта 142 участника 133 финишировало  | 4. Рогожин Иван (Профсоюзы Московская область) 2:00.04 5. Терентьев Фёдор (Вооружённые силы Москва) 2:00.05 6. Чернев Герман («Динамо» Москва) 2:00.10 7. Смирнов Василий («Динамо» Москва) 2:01.01 8. Протасов Михаил (Вооружённые силы Москва) 2:02.45 9. Печников Григорий (Вооружённые силы Москва) 2:03.17 10. Николаев Аркадий (Вооружённые силы Москва) 2:03.30         | | |
| Гонка на 50 км 16 марта 78 участников 63 финишировало   | Оляшев Владимир Вооружённые силы Москва 3:00.16 | Борин Анатолий Вооружённые силы Свердловск 3:03.19                                                                             | Володин Пётр Вооружённые силы Москва 3:08.39                                                                      |
| Гонка на 50 км 16 марта 78 участников 63 финишировало   | 4. Протасов Михаил (Вооружённые силы Москва) 3:08.48 5. Смирнов Василий («Динамо» Москва) 3:09.09 6. Морозов Петр («Динамо» Москва) 3:10.05 7. Коротков Евгений (Вооружённые силы Свердловск) 3:10.56 8. Булочкин Георгий (Вооружённые силы Москва) 3:13.01 9. Орлов Павел (Профсоюзы Горький) 3:14.10 10. Николаев Аркадий (Вооружённые силы Москва) 3:16.55                  | | |
| Эстафета 4х10 км 12 марта 13 команд                     | Вооружённые силы-3 Борин Анатолий (36:59) Протасов Михаил (37:02) Володин Пётр (35:18) Оляшев Владимир (34:48) 2:24.07 | Вооружённые силы-1 Терентьев Фёдор (36:59) Храмцов Александр (37:34) Николаев Аркадий (37:12) Коротков Евгений (36:01) 2:27.46 | «Динамо»-1 Морозов Петр (37:00) Матюшенков Валентин (37:34) Чернев Герман (37:12) Смирнов Василий (38:03) 2:29.49 |
| Эстафета 4х10 км 12 марта 13 команд                     | 4. Профсоюзы-2 2:31.17 5. Вооружённые силы-2 2:32.31 6. «Динамо»-2 2:33.06 | | |
| Бег патрулей 30 км 14 марта 11 команд                   | Вооружённые силы-1 Володин Пётр Оляшев Владимир Коротков Евгений Борин Анатолий 2:07.59 (2:05.59) | «Динамо»-3 Морозов Петр Чернев Герман Смирнов Василий Матюшенков Валентин 2:09.38 (2:07.38)                                    | Вооружённые силы-2 Булочкин Георгий Шиганов Павел Соболев Николай Резвов Александр 2:14.02 (2:08.02)              |
| Бег патрулей 30 км 14 марта 11 команд                   | 4. Вооружённые силы-3 2:14.11 (2:08.11) 5. «Динамо»-1 2:24.03 (2:18.03) 6. Профсоюзы-2 2:28.07 (2:16.07) 7. «Спартак» | | |

### Женщины
|                                     | Золото | Серебро | Бронза |
| ----------------------------------- | --- | --- | --- |
| Гонка на 5 км 13 марта 99 участниц  | Ульяна Ярмоленко Профсоюзы Ярославль 20:10 | Пещерская (Погудина) Мария Вооружённые силы Москва 20:30                                                           | Малофеева Александра «Спартак» Московская область 20:42                                                                   |
| Гонка на 5 км 13 марта 99 участниц  | 4. Царёва Валентина (Профсоюзы Ленинград) 20:49 5. Ватина Любовь (Профсоюзы Ленинград) 20:52 6. Баусова Александра («Динамо» Ивановская область) 20:54 7. Иванова (Николаева) Анна (Вооружённые силы Москва) 21:00 8. Толмачёва Зинаида («Динамо» Москва) 21:05 9. Ромашова Анна (Профсоюзы Свердловск) 21:09 10. Болотова Зоя (Профсоюзы Москва) 21:10 | | |
| Гонка на 10 км 15 марта 90 участниц | Пещерская (Погудина) Мария Вооружённые силы Москва 39:19 | Ульяна Ярмоленко Профсоюзы Ярославль 39:22                                                                         | Толмачёва Зинаида «Динамо» Москва 39:43                                                                                   |
| Гонка на 10 км 15 марта 90 участниц | 4. Ватина Любовь (Профсоюзы Ленинград) 39:55 5. Попова Маргарита (Профсоюзы Ленинград) 40:41 6. Царёва Валентина (Профсоюзы Ленинград) 40:45 7. Болотова Зоя (Профсоюзы Москва) 41:00 8. Сироткина Алевтина («Динамо» Свердловск) 41:05 9. Вялимаа Айно («Динамо» Казань) 41:17 10. Ромашова Анна (Профсоюзы Свердловск) 41:48                          | | |
| Эстафета 4х5 км 12 марта 13 команд  | Профсоюзы-1 Ватина Любовь (20:20) Ульяна Ярмоленко (19:43) Царёва Валентина (20:09) Болотова Зоя (19:55) 1:20.07 | «Динамо-1» Вялимаа Айно (21:12) Комарова Нина (20:59) Баусова Александра (20:56) Толмачёва Зинаида (20:09) 1:24.16 | «Динамо-2» Сироткина Алевтина (21:19) Жаворонкова Мария (21:42) Дьячкова Муза (20:32) Воробьёва Екатерина (20:46) 1:24.19 |
| Эстафета 4х5 км 12 марта 13 команд  | 4. Профсоюзы-3 1:24.40 5. Профсоюзы-2 1:25.30 6. Вооружённые силы-1 1:25.35 | | |

## Командные результаты
1. Вооружённые силы — 22,5
2. Профсоюзы — 30
3. «Динамо» — 31
4. «Спартак» — 56
5. «Трудовые резервы» — неполный зачёт